# Haliotis spadicea
Haliotis spadicea là một loài ốc biển có thể ăn được, là động vật thân mềm chân bụng sống ở biển thuộc họ Haliotidae. Loài này phổ biến trên các bờ biển đá của Nam Phi.

## Hình ảnh

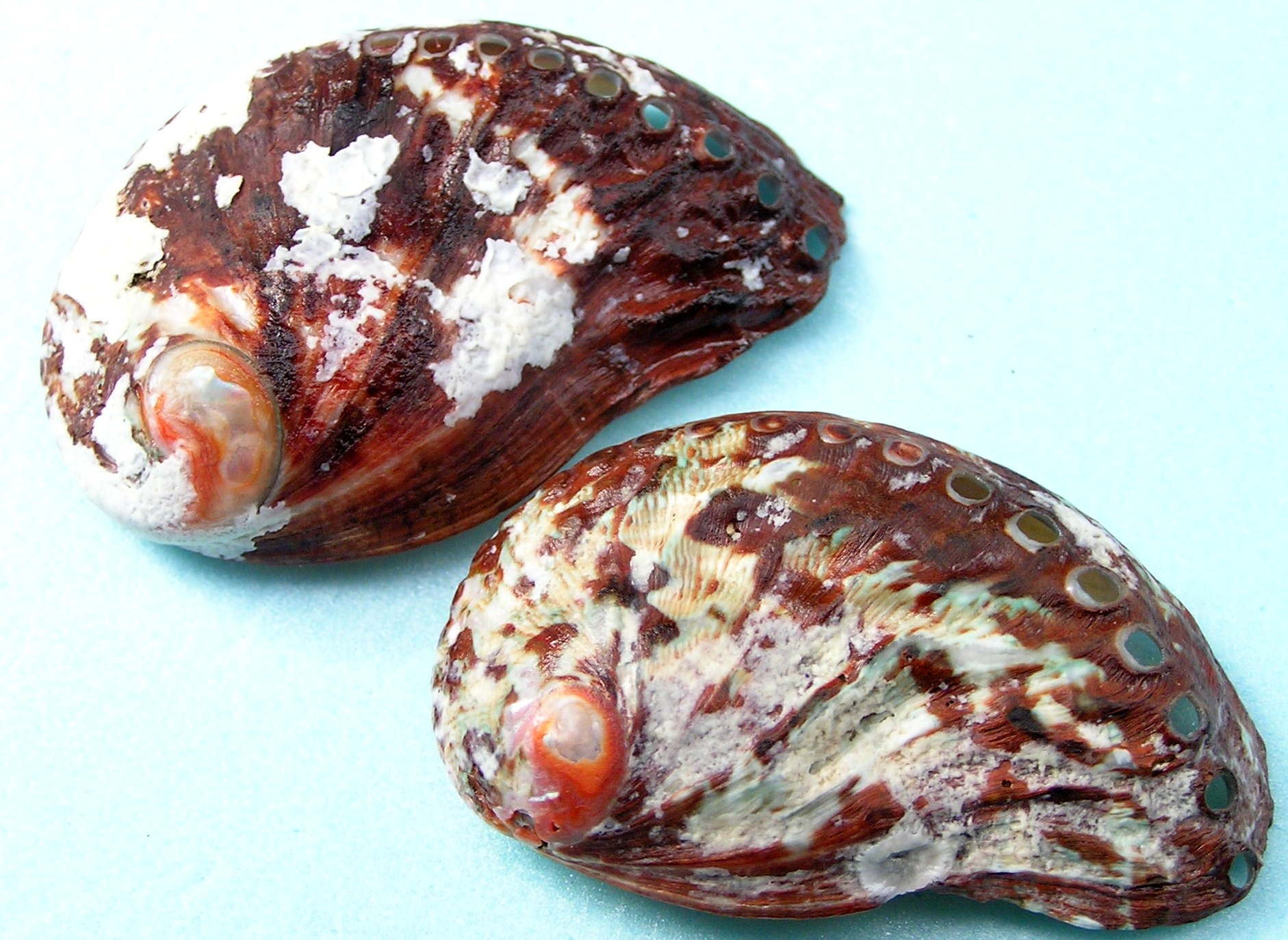
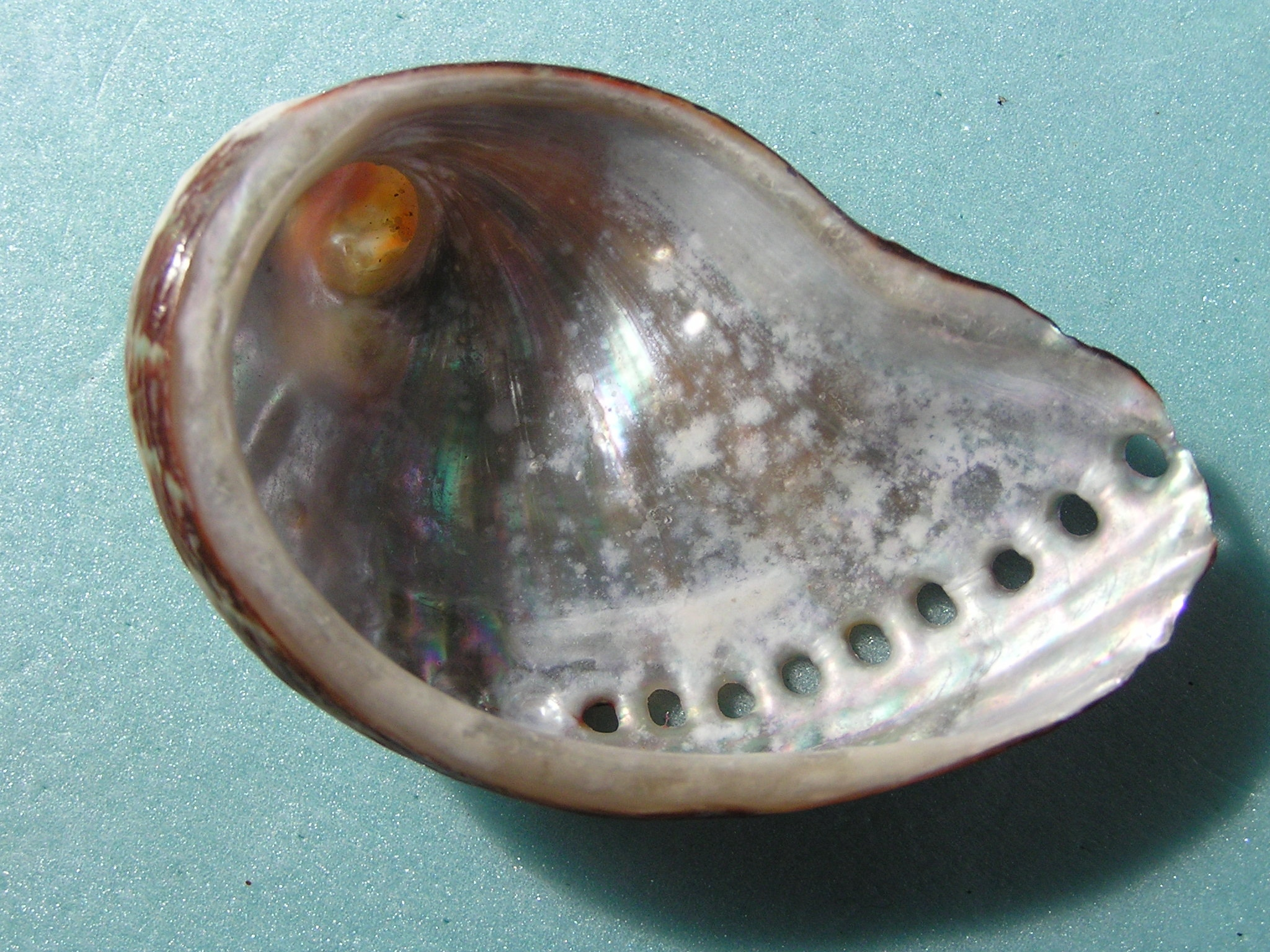